# 장횡 (수호전)

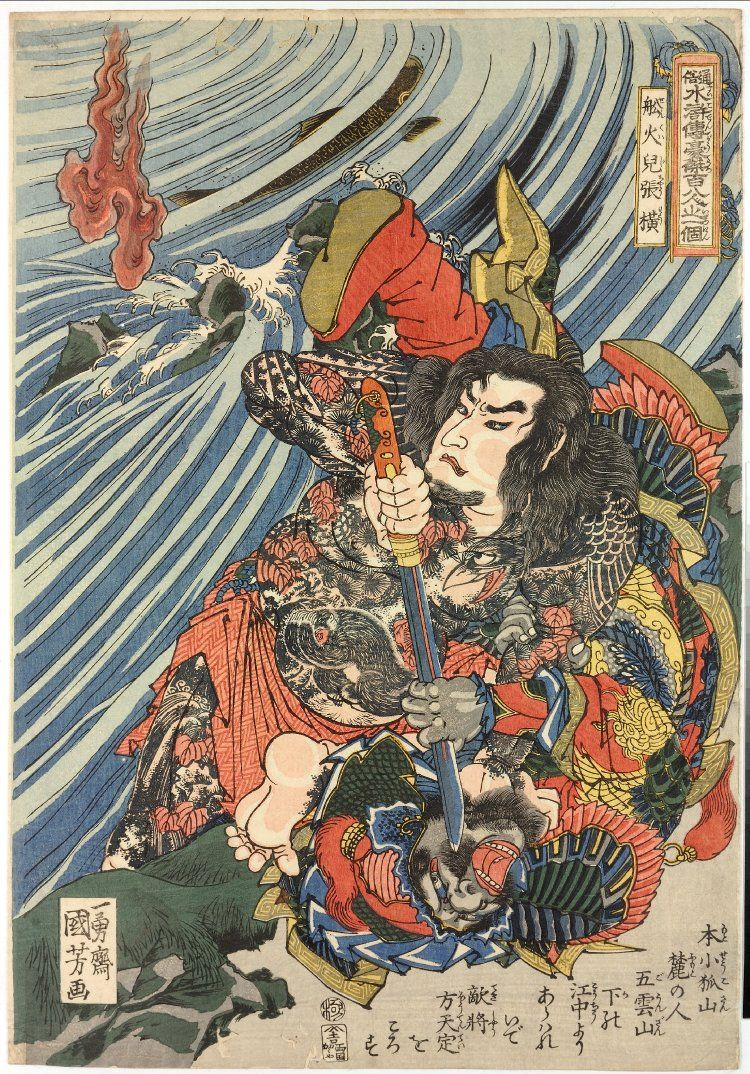

장횡(張橫)은 중국의 사대기서(四大奇書) 중 하나인 《수호전》(水滸傳)에 등장하는 인물로, 108성 중 28위이자 천강성(天罡星)의 천평성(天平星)에 해당한다. 장순은 친동생이고, 이준, 목홍과 게양진에서 세력권을 나누고 있고 형제처럼 지냈다. 나이는 불분명하지만 동생 장순이 등장시 32, 3세여서 그보다 나이가 많은 것은 확실하다. 별호는 '뱃사공'의 뜻인 선화아(船火兒)이다. 별호대로 강주에서 사공을 하고 있지만 실상은 추악하여 유복한 손님이 있으면 칼로 썰거나 강물에 던져 금품을 빼앗고 있었다.

## 생애
장횡은 강주 소호산에서 태어났다. 동생 장순과 함께 게양진의 심양강으로 흘러들어가 손님의 금품을 빼앗는 사공을 하다가 동생 장순은 마음을 바꿔 강주로 옮겼고, 그 이후로는 혼자 심양강에서 벌이를 하였다. 세력권을 접하는 목홍 세력에게 쫓기던 유배인과 호송관리 두 사람을 배에 태운 후 죽이려하는데, 지나가던 이준에게 유배인이 천하의 의인 송강이라는 말을 듣고 황급히 사과하고 이를 용서한 송강에게 동생 장순에게 보내는 편지를 전달했다. 이후 강주에서 송강이 모반죄를 꾸며 처형될 것이라고 장순으로부터 들은 장횡은 이준, 목홍과 함께 송강 구출을 위해 인근 어부, 뱃사공, 목홍의 부하들을 거느리고 장강을 내려와 강주로 향했다. 강주에 도착하고 이미 조개 등 양산박 일당의 손에 송강은 구출됐고, 장횡과 일행들은 그들을 배에 태우고 달아났다. 그리고 그대로 장횡은 양산박에 합류했다.
양산박 합류 후에는 수군두령의 한 사람으로서 양산박 전투에는 대부분 참가하였다. 특히 호연작 등 관군 토벌군을 맞아 싸웠을 때는 다른 수군두령들과 함께 승리에 크게 기여하였다. 다만 개인적인 공훈이 좀처럼 나오지 않는 것에 조바심을 느껴 장순의 제지를 무시하고 적장 관승의 진에 기습 야습을 감행해 포로가 되는 실패도 저질렀다.
108명이 양산박에 모인 후에는 재차 수군두령에 임명되어 장순과 둘이서 서쪽의 수채를 수비, 조정으로의 귀순 방침에는 다른 수군두령과 함께 강경하게 반대, 관군과의 싸움에서 붙잡은 적장을 독단적으로 처형하는 등 반항적 태도를 드러냈다. 그러나 막상 조정으로의 귀순이 결정되자 마지못해 이를 받아들였고, 이후의 싸움에서도 수상전이나 수송 등에서 활약하였다. 그러나 완전히 조정에 복속된 것은 아니며 동생이나 다른 수군두령들도 송강에게 불만을 토로하는 등 끝까지 조정에 대한 불신을 드러냈다.
방랍 토벌전에서는 완소칠 등과 함께 별동대를 이끌고 항주 바닷길 봉쇄작전에 가담하였는데, 이때 장횡은 갑자기 의식을 잃고 송강 앞에서 깨어났을 때 손에 적장 방천정의 목을 들고 있었다. 영문을 모르자 송강이 사정을 이야기하기 시작한다. 실은 그날 새벽 수로에서 항주성에 잠입하던 장순이 방랍군에 걸려서 전사했고, 그 장순의 영혼이 장횡의 몸으로 옮겨타고, 송강 본대가 항주성을 무너트리자 장횡이 방천정의 목을 가져와 송강에게 작별을 고했다고 한다.(최근 번안에서는 장횡 자신이 장순의 원수를 갚는다는 줄거리로 개편되는 경우도 많다.) 사랑하는 동생의 죽음을 안 장횡은 슬픔에 겨워 다시 실신해 버렸고, 그때는 살아났으나 항주성에 머무를 때, 군중에 유행하던 역병에 걸려 항주에 남았지만 병의 차도 없이 동생의 뒤를 따르듯 숨을 거두었다.